# Romsø
Romsø est une île privée du Grand Belt, au large de l'île de Fionie, au Danemark. Inhabitée depuis 1996, elle est rattachée à la commune de Kerteminde.